# Irréprochable
Pour plus de détails, voir Fiche technique et Distribution.
Irréprochable est un film à suspense français réalisé par Sébastien Marnier, sorti en 2016.

## Synopsis
Constance, la quarantaine, agent immobilier au chômage à Paris, retourne dans sa ville natale pour essayer d'obtenir un emploi dans l'agence où elle a commencé sa carrière. Bien que Constance soit soutenue par un ancien collègue, c'est une jeune femme débutante, Audrey, qui obtient le poste que Constance convoitait. Considérant cela comme une flagrante injustice, elle en développe de la rancune et une jalousie maladive. Dès lors Constance va manigancer en se rapprochant d'Audrey, dans le but de récupérer le poste qu'elle estime lui être dû. 

## Fiche technique
- Titre : Irréprochable
- Réalisation : Sébastien Marnier
- Scénario : Sébastien Marnier, avec la collaboration de Samuel Doux
- Musique : Zombie Zombie
- Supervision musicale : Pascal Mayer et Steve Bouyer (pour Noodles)
- Montage : Laurence Bawedin
- Photographie : Laurent Brunet
- Décors : Mathieu Menut
- Costumes : Marité Coutard
- Cascades : Patrick Cauderlier
- Casting : Nicolas Ronchi
- Producteur : Caroline Bonmarchand
- Production : Avenue B Productions
  - Coproduction : Orange Studio, Ciné+ et Canal+
  - Association : SofiTVciné 3
- Distribution : Memento Films Distribution et WT Films
- Pays d'origine :  France
- Durée : 103 minutes
- Genre : thriller
- Dates de sortie :
  -  France : 6 juillet 2016
- Budget : 2,3 M€
- Box-office France : 164 330 entrées

## Distribution

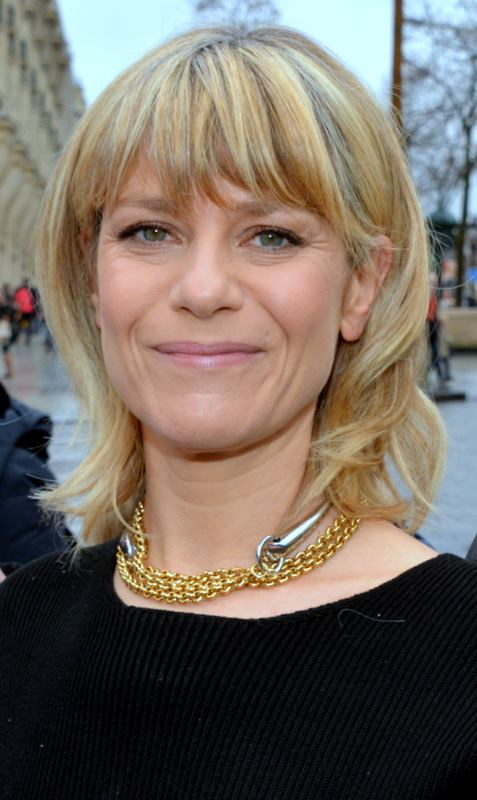
L'actrice principale Marina Foïs au déjeuner des nommés aux Césars 2017, à la suite de sa performance dans le film.

- Marina Foïs : Constance Beauvau « Ségolène Martin »
- Benjamin Biolay : Gilles Lenquin, amant de Constance
- Jean-Luc Vincent : Alain, directeur de l'agence immobilière
- Jérémie Elkaïm : Philippe Ferrand, agent immobilier employé par Alain
- Joséphine Japy : Audrey Pailleron, agente immobilier recrutée par Alain, enviée par Constance
- Mathilde Wambergue : la femme de l'agence
- Luce Clavel Davignon : la mère de Gilles
- Franck Beckmann : l'infirmier de la clinique
- Sophie Uchlinger : l'infirmière lors de la bagarre
- Emmanuel Vergnault : l'infirmier lors de la bagarre
- Jeanne Rosa : Nathalie, amie d'enfance de Constance, factrice
- Véronique Ruggia Saura : avocate de Constance
- Mélanie Chambras : la secrétaire de l'avocate de Constance
- Alexandre Lhomme : entraineur sportif à la salle de sport
- Kamal Halloul : l'infirmier en gériatrie
- Christiane Bertrand : la mère de Constance
- Robin Le Prêtre : Alexandre, le fiancé d'Audrey, employé d'Auchan
- Thierry Templier : un policier
- Gary Cook : l'homme du couple anglais visitant l'appartement à Paris
- Heather Cook : la femme du couple anglais
- Sylvie Dallari : épouse de Gilles

## Production

### Tournage
Plusieurs scènes du film ont été tournées dans la ville de Saintes, sur les rives du canal de Marans à La Rochelle et sur l'entrée du tunnel Saint-Léonard.

## Distinctions

### Nomination
- 42e cérémonie des César : nommé au César de la meilleure actrice pour Marina Foïs